# Tytus Karlikowski

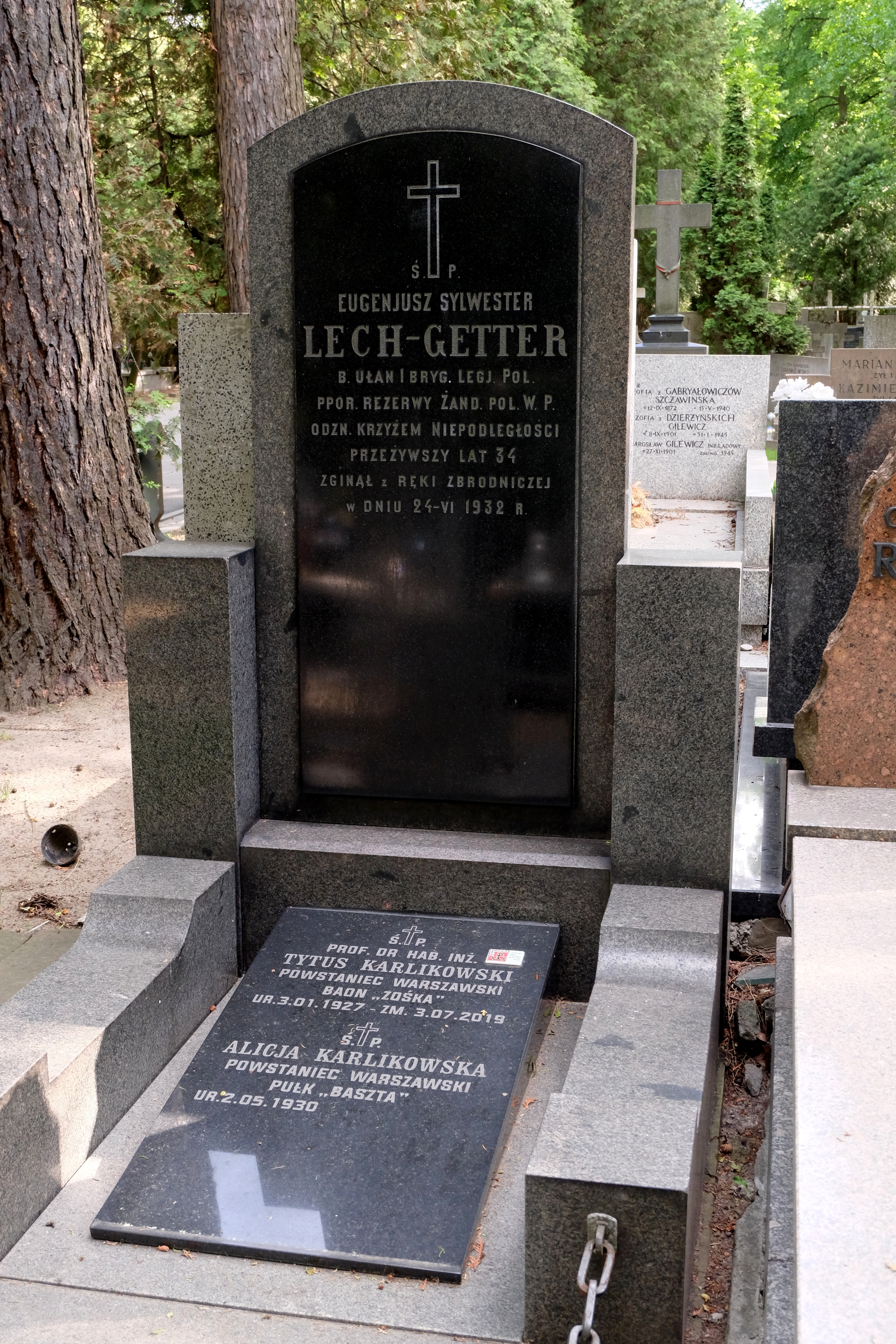
Grób Tytusa Karlikowskiego na cmentarzu Wojskowym na Powązkach w Warszawie

Tytus Karlikowski, ps. Wąż, Tytus (ur. 3 stycznia 1927 w Łęczycy, zm. 3 lipca 2019 w Warszawie) – polski działacz podziemia niepodległościowego w czasie II wojny światowej, członek Armii Krajowej, uczestnik powstania warszawskiego, prof. dr hab. inż., specjalista w zakresie inżynierii środowiska, ochrony przeciwpożarowej lasu oraz ochrony środowiska, działacz kombatancki, przewodniczący Środowiska Żołnierzy Batalionu Armii Krajowej „Zośka” i Komitetu Opieki nad Grobami Poległych Żołnierzy Batalionu „Zośka”.

## Życiorys
Syn Romana i Marii. Przed wybuchem II wojny światowej działał w harcerstwie. Zdołał ukończyć szkołę powszechną i w czerwcu 1939 r. zdał egzamin wstępny do Państwowego Gimnazjum i Liceum Męskiego im. Tadeusza Reytana w Warszawie.
Podczas kampanii wrześniowej brał udział w obronie stolicy w ramach Wojennego Pogotowia Harcerzy. W listopadzie 1939 r. rozpoczął naukę na tajnych kompletach w Gimnazjum i Liceum im. Tadeusza Reytana i należał do konspiracyjnej drużyny harcerskiej tej szkoły, 1 Warszawskiej Drużyny Harcerskiej im. Romualda Traugutta „Czarna Jedynka”. Od lutego 1940 r. w konspiracji, następnie członek Szarych Szeregów. W 1943 r. uzyskał w ramach tajnych kompletów tzw. małą maturę i od września tego roku uczęszczał na tajne komplety w Liceum im. Stefana Batorego. W 1943 r. zawyżył swój wiek o trzy lata, by móc wstąpić do Grup Szturmowych Szarych Szeregów. Brał udział w akcjach bojowych: Meksyk II, Meksyk III i Meksyk IV, a w dniu 26 września 1943 r. w akcji „Wilanów”. Od września po reorganizacji Grup Szturmowych członek batalionu „Zośka”. 
W dniu wybuchu powstania warszawskiego 1 sierpnia 1944 został odcięty na terenie Śródmieścia i nie dotarł na miejsce koncentracji swojego batalionu. W dniach 1–5 sierpnia brał udział w walkach w ramach batalionu „Kiliński” AK, między innymi w próbie zdobycia budynku PAST-y. Następnie po dołączeniu do rodzimego batalionu brał udział w walkach na terenie Woli. 11 sierpnia został poważnie ranny w wyniku wybuchu i wyłączony z dalszej walki.
W 1951 ukończył studia na Wydziale Leśnym Szkoły Głównej Gospodarstwa Wiejskiego w Warszawie, uzyskał tytuł magistra inżyniera nauk leśnych i zaangażował się w pracę naukową. Był prekursorem między innymi metody prognozowania pożarów lasów oraz inicjatorem wykorzystania samolotów w kompleksowym gaszeniu ich pożarów, a także autorem programów profilaktyki przeciwpożarowej lasów. Piastował między innymi funkcję przewodniczącego Working Group for Forest Fire przy ONZ w Genewie (1981–1987), a także prof. Instytutu Badawczego Leśnictwa (IBL) i kierownika Katedry Profilaktyki Pożarniczej w Szkole Głównej Służby Pożarniczej (SGSP) w Warszawie (1982–1987). Był również członkiem honorowym PAN.
Został pochowany na cmentarzu Wojskowym na Powązkach (kwatera A16-5-2).

## Ordery i odznaczenia
- Krzyż Komandorski z Gwiazdą Orderu Odrodzenia Polski (10 września 2004)[8]
- Krzyż Komandorski Orderu Odrodzenia Polski (18 marca 1997)[9]
- Krzyż Oficerski Orderu Odrodzenia Polski (1984)
- Krzyż Kawalerski Orderu Odrodzenia Polski (1975)
- Krzyż Srebrny Orderu Wojennego Virtuti Militari (1972)
- Krzyż z Mieczami Orderu Krzyża Niepodległości I klasy (31 lipca 2014)[10][11]
- Krzyż Walecznych (1968)
- Medal Wojska (dwukrotnie – 1948)
- Złoty Krzyż Zasługi (1965)
- Krzyż Partyzancki (1959)
- Warszawski Krzyż Powstańczy (1981)[12]
- Krzyż Armii Krajowej (1984)
- Medal za Warszawę 1939–1945 (1948)
- Medal Zwycięstwa i Wolności 1945 (1948)
- Medal „Pro Patria” – za szczególne zasługi w kultywowaniu pamięci o walce o niepodległość Ojczyzny (2012)[13]
- Rozeta z Mieczami Krzyża „Za Zasługi dla ZHP” (1979)
- Złoty Kordelas Leśnika Polskiego – w uznaniu zasług za szczególne zasługi dla leśnictwa (2013)[14]